# ДТ-24
ДТ-24 — марка колесного трактора, выпускавшегося с 1955 по 1958 год на Владимирском тракторном заводе. Хлопководческие модификации этих тракторов совместно с Узбекским тракторосборочным заводом выпускались в 1956—1970 годах. Трактор оснащался дизельным двигателем мощностью 24 л. с. Впоследствии их сменили тракторы Т-28.

## Конструкция
В тракторах устанавливался четырехтактный двухцилиндровый дизельный двигатель Д-24. Запуск двигателя осуществлялся пусковой рукояткой. Для запуска двигателя использовался бензин. При пуске он работал с пониженной степенью сжатия.  Муфта сцепления сухая, однодисковая, постоянно замкнутая. На трактор устанавливалась семискоростная коробка передач. 

## Модификации
Существовали две модификации трактора: ДТ-24-2 и ДТ-24-3.